# Wiesław Ostachowicz
Wiesław Mieczysław Ostachowicz (ur. 12 lutego 1947 w Zabrzu) – polski profesor nauk technicznych. 

## Życiorys
Specjalizuje się w zagadnieniach z zakresu mechaniki, budowy i eksploatacji maszyn oraz transportu. Członek korespondent Polskiej Akademii Nauk od 2016 roku. Wykładowca i Przewodniczący Rady Naukowej w Instytucie Maszyn Przepływowych im. Roberta Szewalskiego PAN w Gdańsku. Uczył również na Politechnice Warszawskiej oraz na Akademii Morskiej w Gdyni (dzisiejszy Uniwersytet Morski). Jest członkiem Centralnej Komisji do Spraw Stopni i Tytułów, a także Polskiego Towarzystwa Mechaniki Teoretycznej i Stosowanej. Brał udział w panelach organizowanych przez Komitet Badań Naukowych, Ministerstwo Nauki i Szkolnictwa Wyższego i Narodowe Centrum Nauki.
W 1970 roku ukończył studia na Politechnice Gdańskiej (kierunek: budowa i eksploatacja maszyn). Doktoryzował się tam w 1975 roku, habilitację uzyskał pięć lat później na tej samej uczelni. Tytuł profesora nauk technicznych nadano mu w 1989 roku.
Autor książki pt. Zbiór zadań z mechaniki technicznej: kinematyka i dynamika, współautor podręcznika Mechaniki ogólnej.

## Wybrane prace naukowe
Autor następujących prac naukowych:
- Analiza drgań belki ze szczeliną
- Analiza drgań wzdłużnych linii wałów
- Analiza giętnych drgań wymuszonych wirników z pęknięciami; Stateczność belek z pęknięciami obciążonych siłą osiową lub śledzącą
- Drgania wymuszone u łożyskowanego wirnika ze szczeliną
- Dyskretne modele zjawisk kontaktowych

## Nagrody i wyróżnienia
Uhonorowany m.in.:
- Dragon–Star Innovation Award, EC FP–7 (2014)
- NATO AVT Panel Excellence Award for Lectures (2016)
- Subsydium profesorskim Fundacji na rzecz Nauki Polskiej (2005–2008)
- Medalem profesora Olgierda Zienkiewicza (2013)
- Nagrodą konkursu na projekty badawcze MAESTRO (2014–2017)
- Krzyżem Kawalerskim Orderu Odrodzenia Polski (2005)
- Medalem Komisji Edukacji Narodowej (2010)